# Fabio Calzavara
Fabio Calzavara (Istrana, 21 settembre 1950 – Mosca, 28 maggio 2019) è stato un politico italiano.

## Biografia
Socio Fondatore della Liga Veneta (1980), fu componente del Consiglio direttivo dell'Unione Europea Federalista di Zurigo dal 1982 al 1986. Successivamente divenne consigliere nazionale veneto dell'Associazione Liberi Imprenditori Autonomisti (1993-1994) e quindi dei Liberi Imprenditori Federalisti Europei (1995-1997).
Nel 1996 venne eletto deputato per la Lega Nord nel collegio uninominale di Feltre col 43,6% dei voti. Durante la 
legislatura ricoprì i ruoli di capogruppo della III Commissione Affari Esteri della Camera dei deputati e di componente della prima Grande Commissione Interparlamentare Russia-Italia (1997-2001); fu inoltre uno dei creatori della “Fondazione per il supporto alla Piccola e Media Impresa”, con sede a Mosca (1998). Nel 2003-2004 divenne consulente indipendente, accreditato al Parlamento europeo ed alla Commissione di Bruxelles.
Fu inoltre eletto consigliere comunale a Mel (1985-1990) e consigliere provinciale a Treviso (1985-1990).
Nel dicembre 2000, nonostante l'embargo imposto all'Iraq,  partecipò al primo volo umanitario Parigi-Baghdad, organizzato dall'abbé Pierre e da padre Jean-Marie Benjamin, con altre 118 personalità del mondo della politica (parlamentari, deputati, senatori, ambasciatori), della cultura, delle religioni, di organizzazioni internazionali, ONG, artisti e giornalisti provenienti da Francia, Italia, Svizzera, Paesi Bassi ed Inghilterra.
Alle successive elezioni politiche del 2001 venne escluso dalle liste della Lega Nord e tornò alla vita civile.
Dal 2005 si stabilì definitivamente a Mosca dove è deceduto per infarto la mattina del 28 maggio 2019 all'età di 68 anni.